# Stanisław Górka
Stanisław Górka herbu Łodzia (ur. 1538, zm. 23 października 1592) – wojewoda poznański w latach 1576-1592, starosta Koła w latach 1553–1571-(1592), starosta Mosiny w latach (1551)-1563–1565-(1592), starosta Ujścia w latach (1551)-1560–1588, starosta Wielenia i Wronek w latach (1551)-1557-1568-(1592), starosta Gniezna i Wałcza od 1563 roku, hetman generalny wybrany na zjeździe jędrzejowskim 28 stycznia 1576 roku.
Jego rodzicami byli Andrzej I Górka i Barbara z Kurozwęckich, zaś braćmi Andrzej Górka i Łukasz III Górka. W latach 1554–1555 studiował na uniwersytecie w Wittenberdze. W 1557 wziął udział w wyprawie inflanckiej, a 1565 wojnie z Carstwem Rosyjskim.
Był luteraninem.
W latach 1572–1573, podczas bezkrólewia popierał początkowo Wilhelma z Rožemberka, a następnie Henryka Walezego. Tego ostatniego witał na granicy Rzeczypospolitej i w Poznaniu, a następnie ugościł w Kórniku. Poseł województw: poznańskiego i kaliskiego na sejm koronacyjny 1574 roku. Podczas sejmu koronacyjnego przemawiał w obronie zagrożonych, jego zdaniem, swobód szlacheckich. Gdy Henryk uciekł, zwalczał kandydaturę Maksymiliana II Habsburga na króla i, gdy prymas ogłosił cesarza królem, Stanisław nawoływał do buntu i wraz z rodem Zborowskich wysunął kandydaturę Stefana Batorego na nowego króla, pod warunkiem, że ów poślubi Annę Jagiellonkę. Jego działania doprowadziły do zwycięstwa zwolenników Batorego w Wielkopolsce. Wraz z własnymi oddziałami brał udział w bitwie pod Jędrzejowem, następnie zorganizował obronę Krakowa i granicy, na której witał nowego króla. 18 maja 1576 wojska pod jego dowództwem zdobyły Lanckoronę, w której bronił się Olbracht Łaski. To zwycięstwo sprawiło, że otrzymał urząd wojewody poznańskiego. Poseł województw: poznańskiego i kaliskiego na sejm koronacyjny 1576 roku.
Dwa lata później wraz ze Zborowskimi przeszedł do opozycji sprzeciwiając się rosnącemu znaczeniu Jana Zamoyskiego. Walcząc z wielkopolskimi zwolennikami króla i kanclerza nawiązał kontakty z Habsburgami. W 1579 na sejmie odmówił płacenia podatków na wojnę, a w 1582 na sejmiku, a następnie na sejmie sprzeciwił się królewskim propozycjom zmian w wolnej elekcji. Był gorliwym luteraninem, podobnie jak bracia.
W 1583 zbliżył się do prymasa, który również był w opozycji do Batorego i Zamoyskiego. Popierał również Zborowskich, na rzecz których agitował w Wielkopolsce (szczególnie po ścięciu Samuela Zborowskiego i na sejmie w 1585, gdzie bronił Krzysztofa Zborowskiego).
Był członkiem konfederacji generalnej zawiązanej 7 marca 1587 roku. Po śmierci Stefana Batorego, w 1587 roku podpisał elekcję Maksymiliana III Habsburga. Gdy dokonano podwójnej elekcji towarzyszył mu wraz ze swoją, liczącą sobie ponad tysiąc zbrojnych i artylerię, armią w drodze z Ołomuńca pod Kraków. W bitwie pod Byczyną dostał się do niewoli. Uwięziony został w Krasnymstawie, skąd wyszedł w 1588 bez zgody Zygmunta III Wazy na wolność (otrzymał jednak w 1589 amnestię). Po odzyskaniu wolności nie zaniechał działań opozycyjnych, jednak stopniowo tracił swoje wpływy. Wynikało to z tego, że protestantów, których był przywódcą, zrażał swoim poparciem dla katolickich Habsburgów. Uczestniczył w zjeździe części szlachty województw wielkopolskich w Kole 10 sierpnia 1590 roku.
Był jednym z najbogatszych ludzi w owych czasach. Na jego majątek składały się wszystkie dobra Górków zarówno w Wielkopolsce i Małopolsce jak i na Rusi. Prowadził prace nad Zamku w Kórniku oraz pałacem w Poznaniu. Zmarł bezpotomnie jako ostatni z rodu, śmiercią nagłą 23 października 1592 w Błoniu koło Warszawy.
Pochowany w kolegiacie w Kórniku.